# سیارک ۱۵۷۱۹۴
سیارک ۱۵۷۱۹۴ (به انگلیسی: 157194 Saddlemyer، نامگذاری:2004QR16) صد و پنجاه و هفت هزار و صد و نود و چهارمین سیارک کشف شده‌است که در ۲۱ اوت ۲۰۰۴ کشف شد.